# Vincent Icke
Vincent Icke (Utrecht, 23 juli 1946) is een Nederlandse hoogleraar theoretische sterrenkunde aan de Universiteit Leiden en bijzonder hoogleraar kosmologie aan de Universiteit van Amsterdam. Vincent studeerde theoretische natuurkunde en sterrenkunde aan de Universiteit Utrecht. Hij promoveerde in 1972 aan de Rijksuniversiteit Leiden bij Hendrik C. van de Hulst. De titel van zijn proefschrift is Formation of galaxies inside clusters.
Icke deed postdoctoraal onderzoek in Sussex, Cambridge en bij het California Institute of Technology.

## Verdere werkzaamheden
Icke was columnist voor NRC Handelsblad en schrijft verder voor Zenit, Natuurwetenschap & Techniek en Intermediair. Daarnaast is hij redactielid van het Nederlands Tijdschrift voor Natuurkunde. Hij is tevens beeldend kunstenaar.

## Mediaoptredens
Vincent Icke treedt regelmatig op als gast in televisieprogramma's, zoals in 2005 in RVU's God bestaat niet. Verder in VARA's Nieuwslicht en Op1. Bovendien in 2018 in een uitzending over Stephen Hawking van De Wereld Draait Door.
Hij werkte ook mee aan de documentaire ZIN/ZIJN, waarin hij betoogt dat niets een van de meest gebruikte woorden is die geen werkelijke inhoud hebben. Want het is een ontkenning van het iets. Bij ieder iets hoort een niets. In de natuurkunde gaat om het bestaan van eigenschappen, zoals deeltjes en structuren. Zijn er geen eigenschappen die te meten zijn en is er geen sprake van interactie dan is het geen natuurkunde.
Icke zegt dat ook in de wiskunde er geen niets bestaat. Wiskunde bestaat bij de gratie van wetmatigheden en afspraken. Terwijl het cijfer nul in het Westen pas laat bekend is geworden, had men in India al bedacht dat er voor de cijferreeks 5, 4, 3, 2, 1 nog iets moest bestaan: een 0.
In het dagelijkse taalgebruik is er geen vager woord. Zoals bij een botsing een auto uit het niets  tevoorschijn kwam. Hoe je ook denkt, er is altijd een signaal, dankzij onze zintuigen. De hersenen doen hun werk. Niet denken kan dus niet. 

In mei 2010 ontving Icke de Willem de Graaffprijs als waardering voor zijn popularisatie van de wetenschap. De prijs wordt uitgereikt aan een professioneel sterrenkundige of ruimteonderzoeker voor de popularisering van de sterrenkunde of het ruimteonderzoek.
Op 26 oktober 2011 werd Icke benoemd tot Ridder in de Orde van de Nederlandse Leeuw voor zijn wetenschappelijk werk, zijn inzet voor de popularisatie van de wetenschap, kunstwerken en het mede-initiëren van de Stichting tot Behoud van de Sterrewacht Leiden. 
In 2014 beweerde Icke, die zelf beeldend kunstenaar is, dat het meisje in het beroemde schilderij Meisje met de parel van Johannes Vermeer geen parel draagt. Een parel bestaat uit dunne laagjes calciet die licht van verschillende golflengten verstrooien en breken, waardoor de bekende zachtwitte, parelachtige glans ontstaat. Er is echter een felle weerkaatsing van licht te zien in de linker bovenhoek van de 'parel' en is aan de onderkant een reflectie te zien van de witte kraag. Daarnaast geven de donkere gedeelten van het sieraad geen witte schemer, maar lijken ze de huid van het meisje en de ruimte achter haar te weerspiegelen.

### Boeken
- Formation of galaxies inside clusters (proefschrift, 1972)
- Cambridge encyclopedie van de astronomie (1977, met S. Mitton & Bernard Jones)
- The force of symmetry (1995)
- Onzichtbare wetenschap (1996)
- De eekhoornformule (2001)
- Passie en precisie (2004)
- Niks relatief: de speciale relativiteitstheorie zonder formules (2005)
- Krachten: wat iedereen voelt maar niemand begrijpt (2005)
- Christiaan Huygens in de onvoltooid verleden toekomende tijd (2005)
- Donkere materie: ons kind en het heelal (2006)
- Gullivers web (2008)
- Dat kan ik me niet voorstellen (2009)
- Canon van de natuurkunde: de grootste ontdekkingen en theorieën van 100 belangrijke natuurkundigen (2009, met Herman de Lang, Lo Bour, Rob van den Berg, Machiel Kleemans, Helko van den Brom)
- De ruimte van Christiaan Huygens (2009)
- If you're so smart, why aren't you rich (2010 bundle)
- Pruisisch Blauw (2011)
- De Principes van Huygens (2013)
- Gravity does not exist (2014) vertaald in: Zwaartekracht bestaat niet (2014)
- Reisbureau Einstein (2017)
- Licht. Tussen waarheid en wetenschap (2021)

### Luisterboeken
- Christiaan Huygens - een hoorcollege over de echte natuurwetenschap, (4 CDs, 2009)
- Kosmische krachten - natuurwetten in werking (6 CDs, 2011)

### DvDboxen
- Grote Natuurkundige Theorieën (2012)
- Alles voor één meisje (2014)